# Нэнси Дрю. Туманы острова Лжи
«Нэнси Дрю. Туманы острова Лжи» (англ. Nancy Drew: Danger on Deсeption Island) — компьютерная игра-квест. Создана в 2003 году компанией Her Interactive.

## Игровой процесс
В плане геймплея, игра мало отличается от предыдущих игр серии. Экран поделён на три основных части. В верхней отображается вид на локацию от первого лица, там же можно выбирать действия и перемещаться между локациями, а в двух нижних расположен инвентарь и поле с описанием предметов и диалогами. Локации в игре можно осмотреть, поворачиваясь на все 360 градусов.
В игре курсором мыши можно было и взаимодействовать с предметами и перемещаться по локациям. Кроме обычного геймплея point-and-click, не скатывающегося к изнуряющему пиксель-хантингу, в игре приходится решать головоломки. Большинство из них довольно простые. Их можно усложнить, выбрав более высокий уровень сложности при старте игры. Он будет влиять и на число подсказок, встречающихся в игре. Менять уровень в ходе прохождения нельзя.
В игре есть возможность, называемая «Второй шанс»: если героиня попадает в смертельную ловушку, либо делает критическую ошибку, то появляется кнопка «второй шанс», которая возвращает её на место прямо перед произошедшим.
Если игрок не знает, что делать дальше, он может проверить записи Нэнси в ноутбуке на яхте Кейт, чтобы вспомнить всё, уже известное, а также поиграть в мини-игру или зайти в Интернет. В этой игре у неё также есть мобильный телефон, который всегда с ней и которым можно воспользоваться, чтобы получить подсказку от друзей Нэнси.
Помимо этого, в данной игре серии Нэнси придётся воспользоваться велосипедом и каяком, а для перемещения между локациями она сможет пользоваться картой.

## Сюжет
Нэнси приезжает в бухту Морского Дракона на острове Лжи, будучи приглашённой Кейт Файрстоун, местным океанологом, изучающим поведение китов. Однако по их возвращению на яхту Кейт обнаруживается, что кто-то всё здесь разгромил и привёл яхту в состояние, не годящееся для плавания. Угрожающая записка «Убирайся отсюда!», оставленная на штурвале, только подтверждает подозрения об акте вандализма, не говоря уже об истории о касатке, появившейся в проливе недавно и ставшей предметом горячих споров между местными жителями, поэтому Нэнси решает помочь Кейт расследовать это преступление. В ходе игры Нэнси предстоит плавать на каяке, исследовать пещеры, искать мидий и разгадывать загадки записок в бутылках.

## Критика
| Сводный рейтинг       | Сводный рейтинг |
| Агрегатор             | Оценка          |
| --------------------- | --------------- |
| GameRankings          | 79,40 %         |
| Metacritic            | 81              |
| MobyRank              | 83              |
| Иноязычные издания    |                 |
| Издание               | Оценка          |
| AllGame               | 3               |
| GameZone              | 8,0             |
| Adventure Gamers      | 3,5             |
| Русскоязычные издания |                 |
| Издание               | Оценка          |
| Absolute Games        | 70 %            |
| «Игромания»           | 6,0             |

Рецензент «Игромании» отметил, что «Тайны острова Лжи» отличаются от предыдущих восьми игр серии «количеством загадок, неплохим графическим оформлением и удобным интерфейсом», а серьёзным недостатком является музыкальное оформление. Интересным моментом было сочтена возможность управления каяком. Тогда как в рецензии на сайте Absolute Games было отмечено, что в игре не появилось почти ничего нового за исключением сюжета.
Перевод игры на русский язык был назван «вялым» и изобилующим стилевыми ошибками.